# Richard Francis Burton
Richard Francis Burton (født 19. marts 1821, død 20. oktober 1890) var en britisk forsker, oversætter, forfatter, etnolog, lingvist, poet, hypnotiker og diplomat. Han blev kendt for sine rejser i Asien og Afrika og sin omfattende viden om sprog og kulturer.
Hans oversættelser af Tusind og en Nat og Kama Sutra til engelsk står blandt hans mest kendte litterære bedrifter.

## Trivia
- I 1835 lykkedes det ham som ikke-muslim at snige sig ind i den forbudte by Mekka.

## Fodnoter
Der er for få eller ingen kildehenvisninger i denne artikel, hvilket er et problem. Du kan hjælpe ved at angive troværdige kilder til de påstande, som fremføres i artiklen.